# Saba Khvadagiani
Saba Khvadagiani (in georgiano საბა ხვადაგიანი?; 30 gennaio 2003) è un calciatore georgiano, difensore della Dinamo Tbilisi, in prestito dal Maccabi Natanya, e della nazionale georgiana under-21, di cui è capitano.

## Caratteristiche tecniche
È un difensore centrale.

## Carriera

### Club
Cresciuto nel settore giovanile della Dinamo Tbilisi, debutta in prima squadra il 21 settembre 2020 in occasione dell'incontro di Sakartvelos tasi perso 1-0 contro il Saburtalo Tbilisi.

### Nazionale
Ha giocato nelle nazionali giovanili georgiane Under-16, Under-17 ed Under-19.
L'8 settembre 2021 debutta con la nazionale maggiore disputando da titolare l'amichevole persa 4-1 contro la Bulgaria.
Nel 2023 ha partecipato agli Europei Under-21.

## Statistiche
Statistiche aggiornate all'8 settembre 2021.

### Presenze e reti nei club
| Stagione        | Squadra         | Campionato      | Campionato | Campionato | Coppe nazionali | Coppe nazionali | Coppe nazionali | Coppe continentali | Coppe continentali | Coppe continentali | Altre coppe | Altre coppe | Altre coppe | Totale | Totale | Totale |
| Stagione        | Squadra         | Comp            | Pres       | Reti       | Comp            | Pres            | Reti            | Comp               | Pres               | Reti               | Comp        | Pres        | Reti        | Pres   | Reti   |        |
| --------------- | --------------- | --------------- | ---------- | ---------- | --------------- | --------------- | --------------- | ------------------ | ------------------ | ------------------ | ----------- | ----------- | ----------- | ------ | ------ | ------ |
| 2020            | Dinamo Tbilisi  | EL              | 0          | 0          | CG              | 1               | 0               |                    | -                  | -                  |             | -           | -           | 1      | 0      |        |
| 2021            | Dinamo Tbilisi  | EL              | 14         | 1          | CG              | 0               | 0               | UCL+UECL           | 2+2                | 0                  | SG          | 0           | 0           | 18     | 1      |        |
| Totale carriera | Totale carriera | Totale carriera | 14         | 1          |                 | 1               | 0               |                    | 4                  | 0                  |             | 0           | 0           | 19     | 1      |        |

### Cronologia presenze e reti in nazionale
| Cronologia completa delle presenze e delle reti in nazionale ― Georgia | Cronologia completa delle presenze e delle reti in nazionale ― Georgia | Cronologia completa delle presenze e delle reti in nazionale ― Georgia | Cronologia completa delle presenze e delle reti in nazionale ― Georgia | Cronologia completa delle presenze e delle reti in nazionale ― Georgia | Cronologia completa delle presenze e delle reti in nazionale ― Georgia | Cronologia completa delle presenze e delle reti in nazionale ― Georgia | Cronologia completa delle presenze e delle reti in nazionale ― Georgia |
| Data                                                                   | Città                                                                  | In casa                                                                | Risultato                                                              | Ospiti                                                                 | Competizione                                                           | Reti                                                                   | Note                                                                   |
| ---------------------------------------------------------------------- | ---------------------------------------------------------------------- | ---------------------------------------------------------------------- | ---------------------------------------------------------------------- | ---------------------------------------------------------------------- | ---------------------------------------------------------------------- | ---------------------------------------------------------------------- | ---------------------------------------------------------------------- |
| 8-9-2021                                                               | Sofia                                                                  | Bulgaria                                                               | 4 – 1                                                                  | Georgia                                                                | Amichevole                                                             | -                                                                      |                                                                        |
| Totale                                                                 |                                                                        | Presenze                                                               | 1                                                                      |                                                                        | Reti                                                                   | 0                                                                      |                                                                        |

## Palmarès

### Club

#### Competizioni nazionali
- Supercoppa di Georgia: 2

Dinamo Tbilisi: 2021, 2023
- Campionato georgiano: 1

Dinamo Tbilisi: 2022